# Myotis scotti
Myotis scotti — вид рукокрилих роду Нічниця (Myotis).

## Поширення, поведінка
Проживання: Ефіопія. Цей вид є ендеміком на високогір'ях Ефіопії, де був записаний з десяти пунктів між 1300 і 2500 м над рівнем моря. Пов'язаний з вологим гірським африканським лісом.